# Donegal Celtic Park
Donegal Celtic Park – stadion piłkarski w Belaście, w Irlandii Północnej, na którym swoje mecze rozgrywa zespół Donegal Celtic F.C.